# Le Contrat (film, 1969)
Pour les articles homonymes, voir Le Contrat.
Pour plus de détails, voir Fiche technique et Distribution.
Le Contrat (Sam's Song) est un film américain de Jordan Leondopoulos réalisé en 1969. Certaines scènes du film ont été réutilisées pour une version raccourcie, intitulée L'Échange (The Swap), en 1979.

## Synopsis
Un réalisateur de films politiques se retrouve à Long Island pour un week-end où il se retrouve mêlé à une foule de gens qui vivent dans la haute société et la jet-set. Au début, c'est excitant, mais il est vite désillusionné par leur superficialité.

## Fiche technique
- Titre français : Le Contrat[1]
- Titre original : Sam's Song
- Réalisation : Jordan Leondopoulos (sous le nom de « John Shade »), John Broderick (scènes additionnelles)
- Scénario : Jordan Leondopoulos
- Musique : Gershon Kingsley
- Photographie : Alex Phillips Jr.
- Production : Cristopher C. Dewey
- Production déléguée : Yoram Globus et Menahem Golan
- Sociétés de production : Donald HavensCannon Group (Cannon Productions), January Films
- Pays de production :  États-Unis
- Langue originale :
- Genre : Drame
- Durée : 89 minutes (version originale), 86 minutes (version diminuée)
- Dates de sortie :
  - États-Unis : 29 mai 1969[2]
  - France : 15 octobre 1980

## Distribution
Les voix françaises indiquées ci-dessous proviennent du doublage du film L'Échange, sorti en 1980, et dans lequel des scènes du Contrat ont été réutilisées.
- Robert De Niro (VF : Maurice Sarfati) : Sam Nicoletti
- Jennifer Warren (en) (VF : Evelyn Selena) : Erica
- Jarred Mickey (VF : Michel Paulin) : Andrew
- Terrayne Crawford (VF : Martine Messager) : Carol
- Martin J. Kelley : Mitch
- Phyllis Black : Marge
- Anthony Charnota (VF : Bernard Tiphaine) : Vito
- Sybill Danning (VF : Evelyn Selena) : Erica âgée
- James Brown (VF : Claude Joseph) : l'inspecteur Benson
- Lisa Blount (VF : Michelle Bardollet) : Vivian Buck (scènes supplémentaires de The Swap)
- John Medici (VF : Jacques Ferrière) : Joey
- Tony Brande (VF : René Bériard) : le père Testa